# Bashu Guafu Qing
Bashu Guafu Qing, född 259, död 210 f.Kr., var en kinesisk affärsidkare.
Hennes förfäder ska ha upptäckt cinnobergruvorna i Changshou, som tillhörde de mest framträdande i Kina, och hon ärvde ett affärsimperium som hon själv fick kontrollen över som änka. Hon omtalas främst i historien för sin goda affärsrelation till kejsar Qin Shi Huangdi, och omnämns vid den tid hon omtalas som en betydande änka och affärskvinna som fick en inflytelserik ställning på grund av sin stora förmögenhet och viktiga affärsställning. Kejsaren behandlade henne med stor respekt och ett byggnadsverk ska ha uppförts för henne. 
Hon är föremål för två TV-serier i Kina. 